# 暁の出撃 (1955年の映画)
『暁の出撃』（あかつきのしゅつげき、原題:The Dam Busters）は1955年に公開されたイギリス映画。ポール・ブリックヒルの『暁の出撃』（原題同じ）とガイ・ギブソンの "Enemy Coast Ahead" を基にした、第二次世界大戦中のチャスタイズ作戦をえがいた航空戦記映画である。
エリック・コーツ作曲の主題歌はエルガー『威風堂々』を思わせる行進曲で、単独で『ダム・バスターズ行進曲』 (The Dam Busters March) として演奏される。

## キャスト
| 役名                                      | 俳優                     |
| ----------------------------------------- | ------------------------ |
| ガイ・ギブソン空軍中佐                    | リチャード・トッド       |
| バーンズ・ウォリス                        | マイケル・レッドグレイヴ |
| ミセス・モリー･ウォリス                   | ウルスラ・ジーンズ       |
| アーサー・ハリス                          | ベイジル・シドニー       |
| イギリス空軍第617飛行中隊・隊長機副操縦士 | ロバート・ショウ         |
| クルー･チーフ                             | ユアン・ソロン           |

## ノミネート
- 第28回アカデミー賞
  - 特殊効果賞
- 第9回（英語版）英国アカデミー賞
  - 総合作品賞（マイケル・アンダーソン）
  - 英国作品賞（マイケル・アンダーソン）
  - 英国脚本賞（英語版）（ロバート・C・シェリフ）